# La llamada de la selva (libro)
La llamada de la selva (en inglés, The Call of the Wild; también traducida como El llamado de la selva, La llamada de la naturaleza, La llamada de lo salvaje, El llamado de lo salvaje o La voz de la sangre) es una novela corta del escritor estadounidense Jack London publicada en 1903. El argumento trata de un perro llamado Buck cuyos instintos primitivos vuelven tras una serie de sucesos que le ocurren cuando lo ponen a tirar de un trineo en el Yukón durante la fiebre del oro que tuvo lugar en el siglo XIX en el Klondike durante la cual los perros de tiro se compraban a precios elevados.
Debido a que el protagonista es un perro, a veces se le ha clasificado como novela juvenil, adecuada para los niños, pero tiene un tono oscuro y contiene numerosas escenas de crueldad y violencia. Los yeehat, un grupo de nativos de Alaska descritos en la novela, son una creación del novelista.

## Argumento
CAPÍTULO 1: "Hacia lo primitivo"
Buck es un enorme y consentido perro cruce de San Bernardo y Scotch Collie que lleva una buena vida en un rancho del Valle de Santa Clara con su amo, el juez Miller, hasta que el jardinero lo roba y vende para costear su adicción al juego. Buck se encuentra perplejo y molesto con este cambio que no comprende ya que por primera vez en su vida no solo está rodeado de gente que ignora sus caprichos, también lo castigan y lo privan de comer en lugar de consentirlo. Buck es enviado a Seattle encerrado en una caja sin comida ni agua lo que lo pone en un estado de furia que hasta entonces no conocía. Una vez en su destino es entregado a un comerciante de perros conocido solo como el "hombre de chaqueta roja", quien libera a Buck para que lo ataque; este hombre enseña a Buck la "ley del garrote y el colmillo", peleando directamente con el enfurecido perro usando un garrote y golpeándolo cada vez que intenta atacarlo hasta que Buck queda inconsciente sin haber sido capaz de tocarlo siquiera y comprendiendo su superioridad, solo tras esto el hombre se muestra amable y lo alimenta. Allí es vendido a un par de canadienses de habla francesa llamados François y Perrault, a los que impresiona su físico y buen estado por lo que junto a una juguetona terranova llamada Curly es embarcada junto a otros dos perros experimentados en trabajo de trineo: Dave, un taciturno animal y Spitz, un husky blanco de personalidad tramposa y descarada, juntos son llevados hasta Alaska.
CAPÍTULO 2: "La ley del garrote y del colmillo"
De inmediato, tras desembarcar, Buck es testigo de la brutalidad de la ley del garrote y del colmillo cuando un grupo de cuarenta perros esquimales (huskies) descuartizan a Curly después de que intentara entablar amistad con uno de ellos. A pesar de todo, el grupo debe seguir adelante y François y Perrault lo entrenan como perro de trineo y aunque inicialmente desconoce cómo se mueve y sobrevive un perro en ese tipo de ambiente, rápidamente aprende a sobrevivir en las noches frías de invierno y en la sociedad de la jauría observando a sus compañeros. El que originalmente era un perro haragán y gordo, pronto comienza a abrazar la vida en el Klondike, aprendiendo a comer rápido para que sus compañeros no roben su comida, a cazar en sus ratos libres, a sepultarse en la nieve para dormir, a correr a un ritmo con los demás perros mientras arrastran un trineo con decenas de kilos; fortaleciéndose y desarrollando una poderosa musculatura. Poco a poco, su lado salvaje se intensifica y agudiza sus instintos al punto de despertar su memoria ancestral y recordar la interacción entre sus antepasados y los primeros hombres primitivos que los domesticaron. 
CAPÍTULO 3: "La dominante bestia primitiva"
Los conflictos internos también están presentes; Buck constantemente tiene choques con Spitz, el encargado de guiar el trineo, quien demostró una actitud burlesca ante la muerte de Curly y se ganó su odio, siendo provocado constantemente por el husky y comenzando peleas entre sí desde el día que robara el refugio que Buck hizo para sí mismo, salvándose de pelear a muerte solo porque una jauría de perros salvajes los atacan y tanto hombres como perros deben pelear juntos para repelerlos. Aun así, Spitz aprovechó el ataque para intentar asesinar a Buck a traición, cosa que repitió cuando uno de los perros enfermó de rabia y atacó a Buck. Desde ese momento la guerra entre ambos fue despiadada, lo que acarreó constantes problemas al equipo y retrasos a los hombres; finalmente un día, cuando ambos atrapan a un conejo, comienzan una pelea peor que las anteriores. François y Perrault, comprendiendo que nada se solucionará hasta que haya un ganador, deciden dejarlos llegar hasta el final. Aunque en un comienzo Buck es aventajado y herido por Spitz gracias a su mayor experiencia, pronto Buck comienza a dominar el ritmo de la pelea hasta que asesina a su rival. 
CAPÍTULO 4: "La conquista del poder"
Tras esto, los hombres dan el lugar de Spitz a Sol-leks, un perro tan experimentado y disciplinado como Dave, cosa que molestó a Buck ya que por derecho de ganador le correspondía e hizo notar su molestia saboteando el viaje hasta que le fue concedido. A pesar de los temores de François y Perrault, poner a Buck como líder resultó ser lo mejor, con él a la cabeza el grupo se desenvolvía mejor que nunca, optimizando el tiempo de los viajes al punto de romper el récord de tiempo al hacer casi mil kilómetros en catorce días. 
Tras acabar la encomienda del gobierno canadiense, François y Perrault habían recorrido cientos de kilómetros en un lapso increíblemente corto; desgraciadamente, ya que los perros están agotados y los hombres deben continuar con sus viajes; el equipo es vendido a otro empleado del correo aunque esto rompe el corazón de François y Perrault. El Mestizo, nuevo dueño del equipo, tiene la pesada labor de llevar cargas pesadas a las áreas mineras, y los viajes que hacen son agotadores, largos y repetitivos. Aquí surgieron problemas con Dave, a quien los extensos viajes le pasaron cuenta comprometiendo su salud. A pesar de los intentos del hombre por separarlo del trineo para dejarle descansar, éste reaccionaba molesto ya que solo deseaba tirar y correr, por lo que finalmente debió ser sacrificado. 
CAPÍTULO 5: "El arduo trabajo del camino "
Tras llegar a la ciudad de Skaguay, el equipo canino estaba en pésimas condiciones; en menos de cinco meses habían recorrido cuatro mil quinientos kilómetros, los últimos tres mil con sólo cinco días de descanso y para cuando llegaron apenas podían mantenerse en pie por lo que el mestizo, quien debe continuar su labor, los reemplaza con un nuevo equipo.
Tres días después, el equipo es vendido a un hombre llamado Hal quien, teniendo una visión poco realista de la fiebre del oro del Yukón, viajó al territorio junto a su hermana Mercedes y Charles, el esposo de ésta para hacer lo que ellos creen que será una fortuna fácil y rápida. Para desgracia de los perros, ninguno de ellos sabe nada de cómo sobrevivir en ese territorio, ni manejar o cargar un trineo; además Hal es un hombre impulsivo y orgulloso que no acepta consejos de quienes quieren ayudarlos, lo que los lleva a sobreexigir a los perros razonando que si no cumplen sus incompetentes peticiones, todo se solucionará castigándolos con aún mayor brutalidad. Pronto es evidente que su mala preparación incluyó llevar pocos víveres y durante el camino, tanto ellos como los perros, comienzan a sufrir las consecuencias; los animales comienzan a debilitarse y Hal los sacrifica uno a uno abandonándolos en el camino. 
Un día llegan a la orilla de un lago congelado que pretenden cruzar, en el lugar se encuentra un hombre llamado John Thornton, un explorador a quien sus amigos Pete y Hans construyeron una cabaña allí para que pasara el invierno y se recuperara después de casi perder los pies por congelamiento. Thornton nota el mal estado de los perros y advierte al trío que no se debe cruzar el lago ya que el deshielo primaveral se encuentra muy avanzado; sin embargo, no le hacen caso y cuando Hal comienza a golpear a Buck porque éste se encuentra demasiado débil para moverse, Thornton le propina una golpiza y le quita al perro. A pesar de todo, el trineo sigue su camino y Buck junto a John atestiguan impotentes como humanos y perros mueren ahogados cuando el hielo cede bajo sus pies.
CAPÍTULO 6: "Por el amor de un hombre"
Buck se encariña con el hombre que le ha salvado de la muerte y le ha cuidado hasta su total restablecimiento; aunque anteriormente Buck había querido a otros humanos como el juez o François y Perrault, nunca había sentido semejante amor por un humano como el que Thornton despertaba en él y de la misma forma este sentimiento le era retribuido. Thornton le lleva en sus viajes de búsqueda de oro con Pete y Hans. Durante uno de esos viajes, mientras los tres comentan la ciega lealtad que a Buck le profesa Thornton, en broma, le ordena arrojarse a un precipicio y a pesar de que evidentemente morirá Buck, salta sin dudar, pero John logra atraparlo a medio salto. Pronto, en la región, Buck adquiere reputación tanto por su devoción a su amo como por su brutalidad. En una ocasión, estando en un bar, unos hombres iniciaron una pelea y John sin estar involucrado recibió un golpe siendo necesario que toda la concurrencia le quitara al agresor del cuello al perro y lo contuviera mientras el doctor evitaba que el culpable muriera desangrado por la garganta; en otra ocasión, su amo cayó al río en medio de unos rápidos notablemente letales, aun así Buck entró al agua tres veces hasta lograr rescatarlo. La hazaña más notable sin embargo fue cuando un hombre llamado Matthewson apostó primero mil y luego subió otros seiscientos dólares a Thornton si Buck podría arrastrar cien yardas sin ayuda un trineo cargado con mil libras de equipo sobre suelo congelado que había atrapado los patines de vehículo, hazaña imposible para ningún perro ya que los más notables en casos extremos podían mover cuatrocientas libras por un par de metros. Sin embargo, John de forma descuidada había alardeado y no le quedaba más que encarar las consecuencias. Contra todo pronóstico, Buck logró arrancar el trineo y avanzó hasta cubrir la distancia en cinco minutos; con lágrimas de emoción por la lealtad de su perro, John rechazó una oferta de un magnate por mil doscientos dólares para venderlo. 
CAPÍTULO 7: "Los ecos de la llamada"
Gracias a los mil seiscientos dólares ganados en la apuesta, finalmente John retoma su labor y junto a Pete y Hans viajan a las tierras vírgenes del este en busca de una legendaria mina perdida, famosa tanto por su increíble cantidad de oro como por su reputación de acarrear desgracias a quien la trabaje. Después de viajar más de un año por territorio inexplorado no encontraron la mina, pero si un yacimiento donde el oro estaba a flor de tierra, decidiendo abandonar la búsqueda y establecerse allí. Mientras, Buck comienza a explorar la naturaleza salvaje a su alrededor y traba amistad con un lobo gris pero, después de pasar tres días juntos, éste decide regresar con su manada y Buck, ante la opción de acompañarlo, comprende que no puede abandonar a su amo y regresa al campamento. Durante meses, Buck se dedica a vivir en la naturaleza volviéndose día a día más un animal salvaje y menos un perro doméstico, al punto de ser capaz incluso de cazar y matar un alce adulto sin ayuda tras pelear con él por cuatro días sin descansar.
Tras haber devorado al alce y descansado al sexto día, decidió regresar al campamento. Tristemente cuando llega encuentra a su amado dueño y a sus compañeros asesinados por un grupo de indígenas yeehat. Buck encuentra a algunos de ellos en el lugar y los mata para vengar a Thornton, más tarde persigue al resto hasta que los hace abandonar el valle donde su amo fue asesinado.
Después de encargarse de los asesinos de su amo, Buck aúlla y llora la muerte de John hasta desahogarse, allí comprende que con su muerte la única conexión que tenía con la civilización ha desaparecido y ya nada lo ata al mundo del hombre por lo que se adentra en los bosques. Tras algunos días, se enfrenta a una manada de lobos pero éstos no son rivales para él, sin embargo cuando descubre que se trata de la manada del lobo gris es admitido como uno de ellos. 
Con el tiempo las tribus indias del lugar se ven obligados a evitar esos parajes a la vez que cuentan la leyenda de un "Perro fantasma del norte" que corre libre por los bosques, destruye sus trampas, saquea sus campamentos y masacra a sus más fieros guerreros sin dificultad encabezando la manada de lobos de la región. Sin embargo, todos los veranos, en la fecha que Thornton murió, Buck visita el campamento donde muestra sus respetos a su memoria y aúlla por todo un día, pues nunca olvidará por completo al dueño que tanto amaba.

## Personajes
- Buck: el protagonista de la novela. Un perro doméstico de cuatro años y sesenta kilos que vivió en California como la consentida mascota de un juez hasta que es robado y vendido por un empleado ludópata. Así llega a Canadá donde es convertido en perro de tiro. Esta vida lleva su resistencia y voluntad al límite, enseñándole cuan fuerte puede ser y acercándolo a su lado salvaje.
- El hombre de casaca roja: Un comerciante de perros de Seattle que es el primero en comprar a Buck para posteriormente venderlo a Canadá. Se encarga de entrenar a los perros que compra peleando con ellos hasta doblegar su voluntad y éstos se someten, aun así no es intrínsecamente cruel ya que una vez lo ha logrado se muestra amistoso y preocupado por los animales.
- Perrault: Trabajador del gobierno de Canadá encargado de transportar el correo a lo largo de los territorios, obtiene a Buck en Seattle y lo lleva a Alaska donde lo convierte en perro de trineo. Lo compra al hombre de la casaca roja por trescientos dólares ya que de inmediato comprende su enorme potencial. Es un mestizo franco-canadiense de piel morena, experimentado con los perros y justo a la hora de cuidarlos y castigarlos; profesional en su trabajo y su deseo de puntualidad.
- François: Colega y compañero de Perrault, al igual que éste es franco-canadiense y habla en francés, pero mucho más moreno y de enorme estatura. Igual de justo y eficiente que su colega, es quien más corre junto al trineo y el que cuida directamente a los perros. Juntos recorren cientos de kilómetros junto a Buck hasta llegar a la ciudad de Dawson donde deben despedirse de sus perros.
- Spitz: Primer enemigo de Buck y originalmente el líder del equipo de tiro, constantemente provoca a Buck hasta que un día el pelear a muerte se vuelve inevitable. Buck gana esta confrontación tomando la vida de Spitz y su lugar como líder.
- Curly: Una terranova comprada en Seattle por Perrault, amistosa y alegre, viaja junto a Buck, Spitz y Dave hasta Alaska donde es asesinada por perros locales mientras Spitz se burla, siendo esto lo que inicia el odio de Buck hacia él.
- Dave: Un perro taciturno y poco sociable, las dos únicas cosas que ama son que lo dejen en paz y correr en el trineo. Mientras viajaban con el Mestizo el sobreesfuerzo acaba con su salud y aunque su amo intenta hacerlo descansar Dave se niega a abandonar su puesto incluso arrastrándose para llegar a su puesto en el trineo por lo que finalmente es sacrificado durante el viaje para evitar que siga sufriendo.
- Sol-leks: Un husky viejo y tuerto, lleno de cicatrices pero muy hábil, al igual que Dave es poco sociable y solo se apasiona por tirar el trineo. Es adquirido por los franco-canadienses tras llegar a Alaska y muere en el lago junto con los pocos perros que sobrevivieron a los malos tratos de Hal, Charles y Mercedes. Su nombre en lengua india significa "el iracundo".
- El mestizo: Segundo dueño del equipo de tiro, también trabaja para el gobierno llevando pesadas cargas a las minas lo que pone a prueba la fuerza de los perros. Su apodo se debe a que es mitad escocés.
- Hal: Un hombre agresivo y violento, un joven de diecinueve o veinte años, hermano de Mercedes y cuñado de Charles; que no tiene experiencia con el trineo de perros. Acaba de llegar a Canadá y no conoce la vida en el Klondike, es así que cree que todo será una aventura sencilla que los hará ricos rápidamente. Se viste intentando impresionar usando un gran revólver Colt y un cuchillo de caza en un cinturón provisto de cartuchos; sin embargo, para los habitantes de la región esto solo delata su inmadurez e ignorancia. Gran parte de las desventuras que sufre su familia y perros es por culpa de su arrogancia e impulsividad que finalmente les cuesta la vida cuando los obliga a caminar sobre un lago congelado.
- Charles: Marido de Mercedes, de mediana edad, más bien moreno, tenía la mirada miope y acuosa, menos violento que Hal, aunque algo tímido, por lo que no se opone a las decisiones de su cuñado. Durante el viaje su ineptitud y la mala convivencia con los otros dos convierten el trayecto en un fracaso y un suplicio para humanos y perros.
- Mercedes: Una mujer mimada, hermana de Hal y la esposa de Charles, le desagrada la idea de tener que esforzarse, por lo que se molesta al saber que los trineos no están hechos para llevar pasajeros y no podrá montar sino correr junto a él; argumenta que es mujer y que a una dama se le debe excluir de la asignación de labores. Constantemente se queja y victimiza por las incomodidades y dificultades del viaje empeorando la convivencia del trío.
- John Thornton: Un buscador de oro que vive en un refugio junto a un lago congelado donde sus dos amigos lo dejaron ya que se recuperaba tras sufrir congelamiento. Al ver como Hal maltrataba a Buck se lo quita por la fuerza y lo salva así de morir junto al resto en el lago. Es la persona que más amó Buck y lo único que el perro apreciaba más que a su lado salvaje. Fue el último maestro de Buck hasta que los Yeehats lo matan.
- Pete: Amigo de John, junto a Hans, tan corpulento como John, siempre viajan juntos y forman un trío que se confían la vida sin dudar. Muere degollado por los Yeehats mientras dormía poco después de encontrar oro.
- Hans: Amigo de John, junto a Pete. Posee un físico similar a sus dos amigos. Muere asesinado por los Yeehats poco después de encontrar oro. Buck encuentra su cadáver acribillado por la espalda con innumerables flechas.
- Skeet: Mascota de Thornton, una pequeña y juguetona perrita setter, siempre busca ser acariciada por su amo. Posee un fuerte instinto maternal que la lleva a cuidar de Buck después de ser rescatado de Hal y también tras romperse las costillas sacando a John del agua. Muere acribillada por los yeehats intentando mantenerse junto a su amo hasta el final.
- Nig: Mascota de Thornton, un enorme perro negro mestizo de sabueso con lebrel, a pesar de su apariencia no posee una naturaleza agresiva, es más bien amistoso y descrito como con ojos que reían y un inagotable buen talante. Al igual que Skeet, dio la bienvenida y cuidó a Buck cuando su salud estuvo mal. Muere durante el ataque yeehat y su cuerpo es encontrado por Buck escondido en un arbusto atravesado por una flecha.
- El hombre velludo: Es una imagen que se hace presente cada vez más en la mente de Buck a medida que la suma de sus memorias ancestrales despiertan, simboliza al hombre primitivo que domesticó por primera vez a los perros. Se le describe como un individuo velludo semidesnudo con una piel gastada sobre su espalda y un garrote con una roca en la punta; con piernas cortas, brazos largos, músculos fibrosos y nudosos en lugar de redondeados y prominentes, cabello largo enmarañado y cráneo achatado y postura inclinada. Demuestra un pavor a la oscuridad que lo mantiene en constante alerta, pero poseía una agilidad y elasticidad casi felina nacida por vivir en constante temor de lo que ve y lo que no ve.
- Los Yeehats: Una peligrosa tribu de nativos americanos cerca de quienes John y sus amigos se establecieron. Mientras Buck se encontraba en el bosque, atacaron el campamento saqueándolo y asesinando a John y los demás. Después que Buck descubre a su amo muerto, los masacra y obliga a los supervivientes a huir de la región.

## Desarrollo
Buck, principal personaje del libro, está basado en un cruce de perro entre San Bernardo y Collie que perteneció al Marshall Latham Bond y su hermano Louis, hijos del juez Hiram Bond, que fue inversor minero, empaquetador de fruta y banquero en Santa Clara. Los Bond fueron los caseros de Jack London durante el otoño de 1897 y la primavera de 1898, el año principal de la Fiebre del Oro en el Klondike.

## Adaptaciones
1. La primera adaptación de la historia fue al cine mudo en 1923 con Jack Mulhall como John Thornton.[1]
2. Una versión de 1935, protagonizada por Clark Gable y Loretta Young, resaltaba las relaciones humanas minimizando el protagonismo de Buck y reemplazando totalmente los eventos por una trama diferente.[2]
3. Otra versión de 1972, protagonizada por Charlton Heston como John Thornton y Michèle Mercier como Calliope Laurent, fue filmada en Finlandia.[3]
4. Una versión en 1976, protagonizada por John Beck, fue dirigida por Jerry Jameson a partir de un guion del poeta y novelista James Dickey.[4]
5. En 1978 la caricatura Peanuts emitió un especial de televisión llamado What a Nightmare, Charlie Brown!, donde Snoopy se ve viviendo la vida de Buck.[5]
6. En 1981 se estrenó una película de anime, Arano no Sakebi Koe: Howl, Buck (La llamada de la selva, aúlla Buck), realizada por la compañía japonesa Toei Animation.[6]
7. Otra versión en anime, esta vez una serie, es Anime Yasei no Sakebi, que fue emitida en 1982 y consta de 22 episodios basados en la novela; fue producida por Wako en Australia.[7]
8. Una película para televisión protagonizada por Rick Schroder se emitió en 1992 y narraba la historia desde la perspectiva de John Thornton, mostrando las vivencias de Buck en paralelo como un argumento secundario.[8]
9. Otra adaptación, de 1997, llamada La llamada de lo salvaje: un perro en el Yukón fue protagonizada por Rutger Hauer, narrada por Richard Dreyfuss y adaptada por Graham Ludlow.[9]
10. Otra serie de 13 episodios, creada por David Fallon y protagonizada por Nick Mancuso, fue emitida en el año 2000.[10]
11. El 12 de junio de 2009 Vivendi Entertainment distribuyó La llamada de lo salvaje en 3D Digital Real. Esta adaptación orientada a la familia era una película clasificada para todo público, una versión contemporánea de la historia con muy poca semejanza a la novela.[11]
12. El 21 de febrero de 2020 se estrenó la película The Call of the Wild, dirigida por Chris Sanders y protagonizada por Harrison Ford.[12]